# Gene Marshall

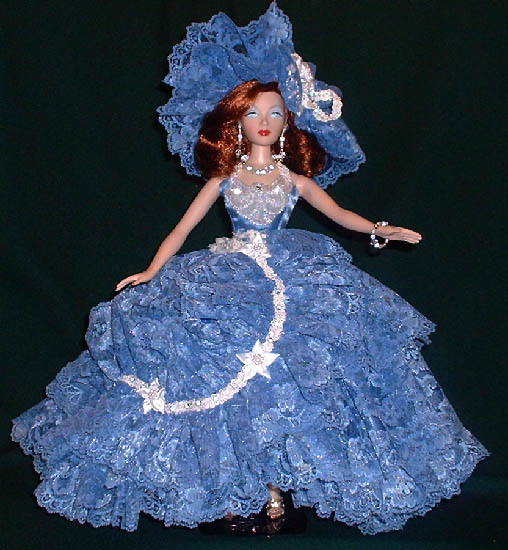
Une poupée Gene Marshall dans une tenue créée par un collectionneur.

Gene Marshall est une poupée mannequin de collection créée en 1995 par l'illustrateur américain Mel Odom (en) et inspirée de l'âge d'or d'Hollywood. Chaque poupée possède une thématique cinématographique bien précise basée sur la mode des années 1930, 1940 et 1950 ou s'inspirant des costumes historiques à la sauce hollywoodienne. Sa particularité est d'être destinée au marché des collectionneurs et non celui des enfants. Son succès inspire la création de poupées similaires dans d'autres entreprises.
De 1995 à 2005, les poupées sont fabriquées par Ashton-Drake Galleries (en). De 2005 à 2010, elles sont produites par Jason Wu et fabriquées par Integrity Toys.

## Descriptif
Les poupées Gene Marshall mesurent 39 cm et sont en résine articulée. Plusieurs teintes de cheveux sont disponibles (blond, roux, platine et brun) mais les yeux sont toujours peints en bleu. Elles disposent d'une garde-robe très fournie.

## Biographie fictive
Chaque poupée est commercialisée avec un document racontant une partie de sa biographie fictive qui est détaillée dans la novélisation Gene Marshall, Girl Star. Le personnage de fiction Gene Marshall est né à Cos Cob, Connecticut en 1923 et est découvert par le réalisateur Eric von Sternberg tandis qu'elle travaille à New York. Embauchée dans son film, elle obtient le rôle principal lorsque la star tombe dans une trappe pendant le numéro musical intitulé « You Floor Me ». Dans les années 1950, elle est l'une des reines d'Hollywood.